# Keskusta (Vaasa)
Keskusta (français : centre de Vaasa) est le quartier central situé à autour de la place du marché de Vaasa en Finlande.
Il fait partie du district de Keskusta.

## Présentation
Le centre de Vaasa est la zone délimitée au nord-est et à l'est par la voie de chemin de fer, au sud-est et au sud par Hietalahti et à l'ouest-nord-est par la mer de Botnie.
Les environnements culturels construits d'importance nationale du centre-ville de Vaasa, comprennent le vieux cimetière de Vaasa, la gare de Vaasa et les casernes des tireurs d'élite de Vaasa,.
Le centre-ville est organisé selon un plan hippodamien conçu par Carl Axel Setterberg en 1855.
Les cinq esplanades d'une largeur de 35,6 mètres :  Hovioikeudenpuistikko, Vaasanpuistikko, Korsholmanpuistikko, Kirkkopuistikko et Kauppapuistikko forment un site culturel construit d'intérêt national en Finlande.

## Images du centre-ville

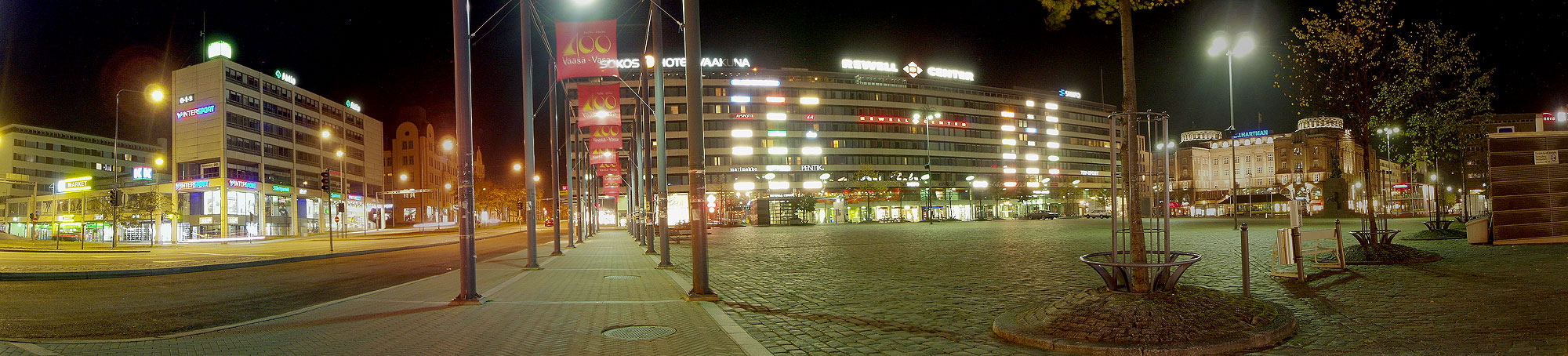
Nuit au centre-ville.

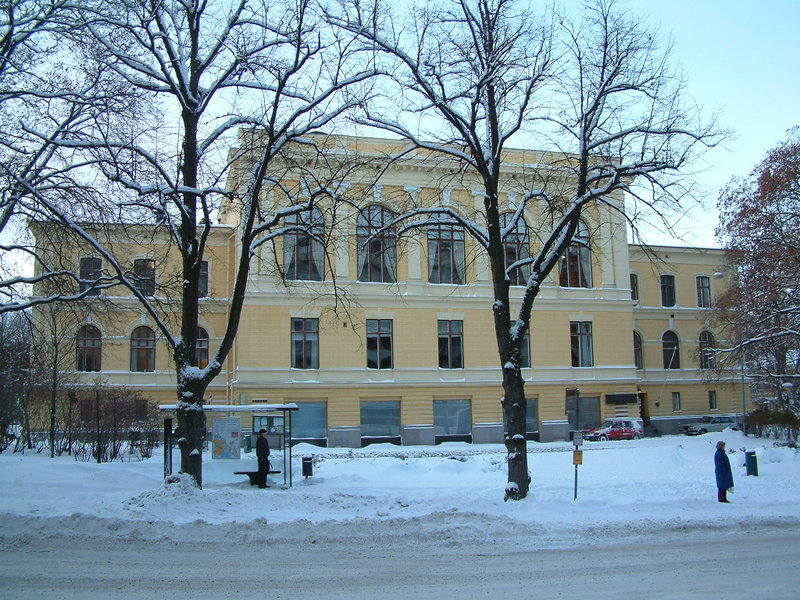
Mairie de Vaasa.
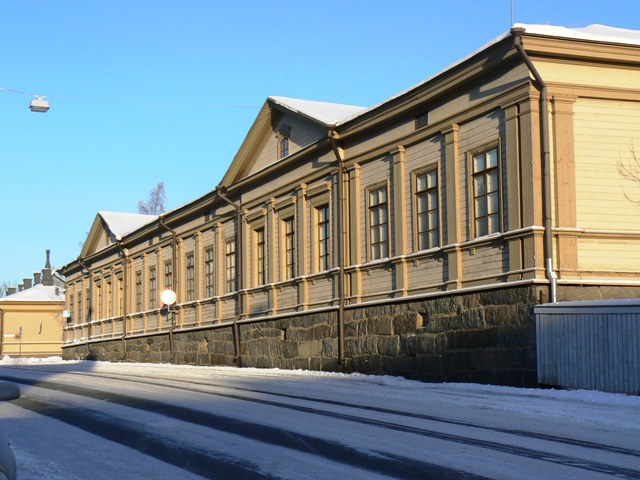
Caserne des tireurs d'élite.
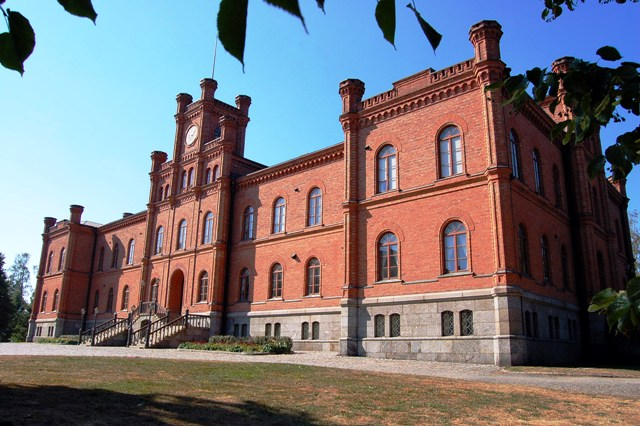
Cour d'appel de Vaasa.
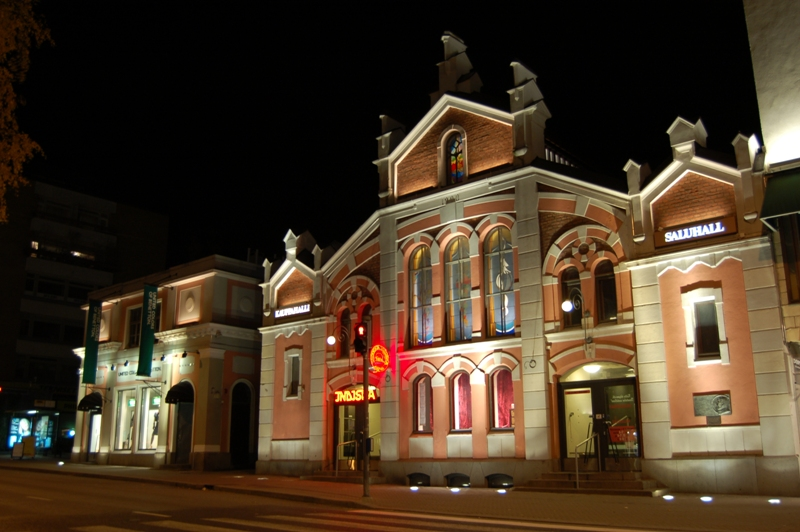
Halle du marché de Vaasa
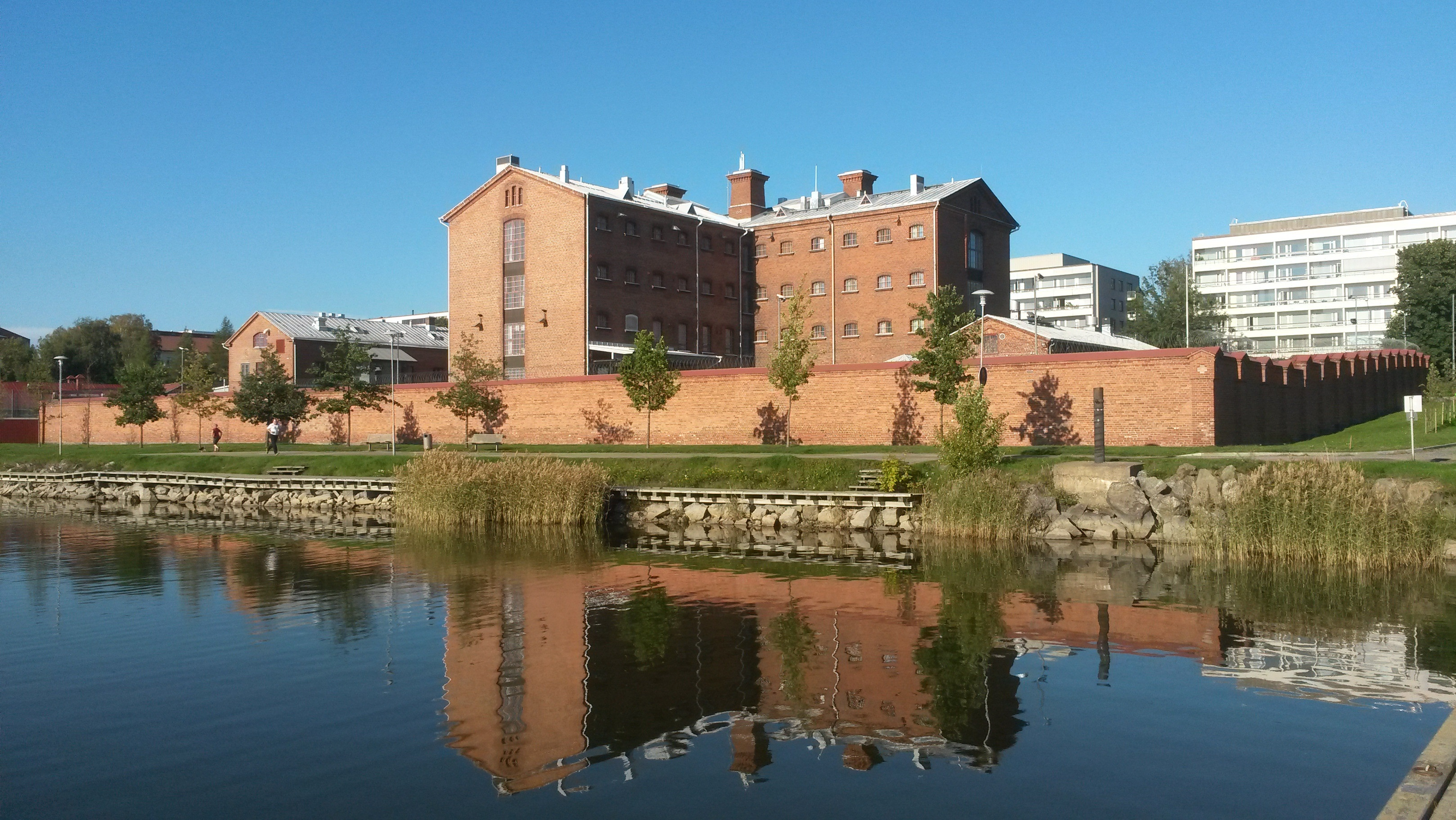
Prison de Vaasa
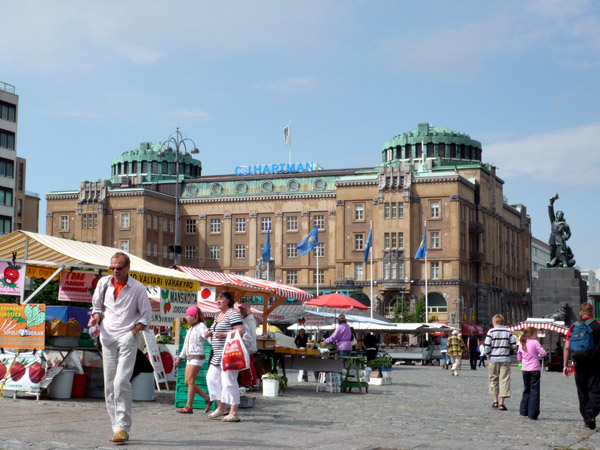
Place du marché de Vaasa.
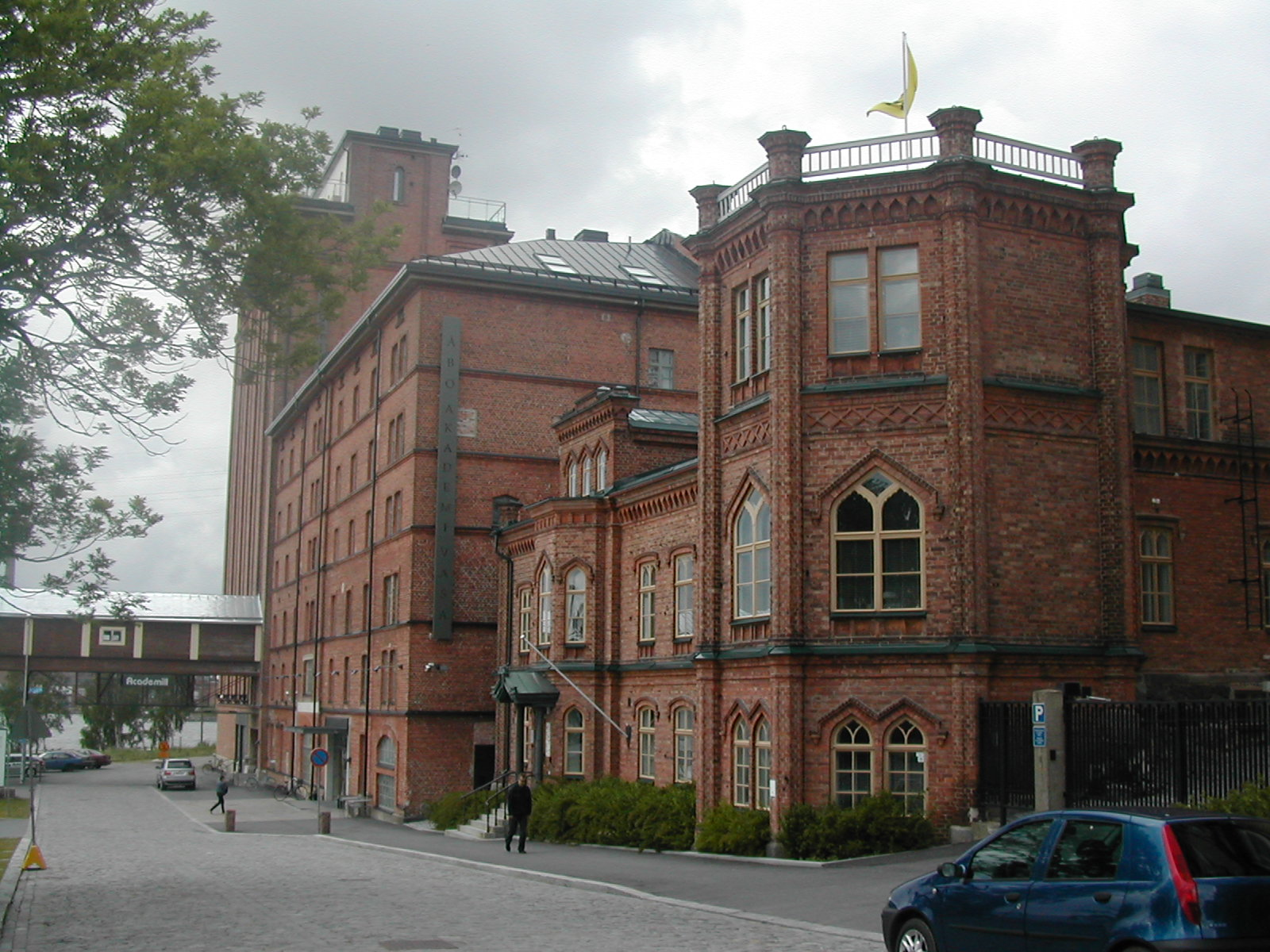
Académie d'Åbo
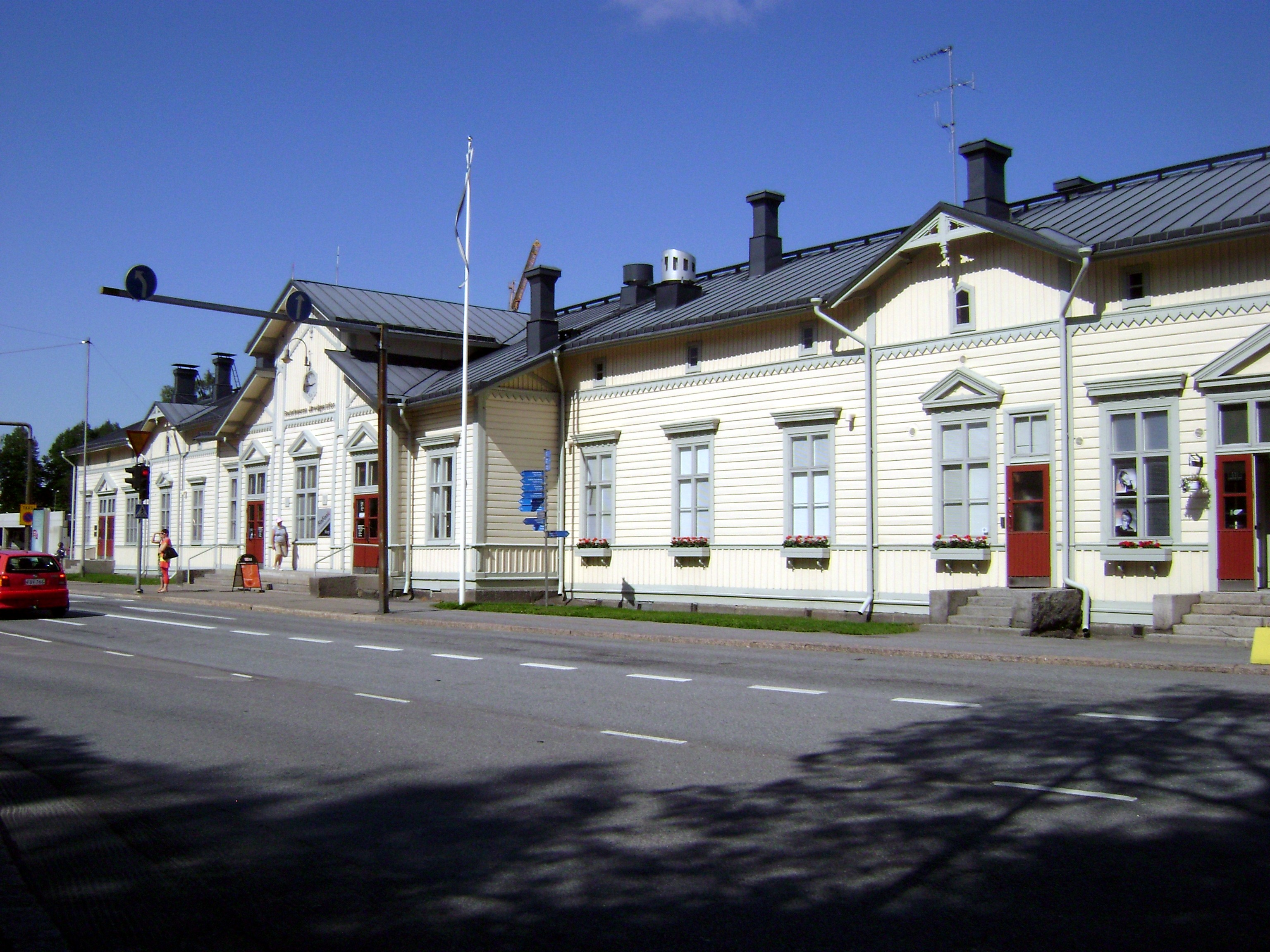
Gare de Vaasa